# Massimo Carmassi
Massimo Carmassi (né à San Giuliano Terme le 5 juin 1943) est un architecte et universitaire italien contemporain.

## Biographie
Massimo Carmassi a passé son diplôme au département d’architecture de l’université de Florence en 1970. En 1974 il a fondé le Bureau de Projet de la Ville de Pise et il a été à sa direction jusqu’au 1990. De 1981 à 1985 il a été président de l’ordre des architectes de Pise et de sa province. Parmi les plusieurs prix qu’il a obtenu, il y a la médaille Heinrich-Tessenow conférée par la Heinrich-Tessenow-Gesellschaft e.V. (Fondation Alfred-Toepfer) et la nomination au titre d’Académicien de la classe d’architecture de l'Académie du dessin de Florence de Florence et de l’Académie nationale de San Luca. Il est membre de l’Internationale Bauakademie Berlin et Honorary Fellow de l’American Institute of Architects. Il s’occupe de projets de restauration comme d’architectures nouvellement construites et de projets urbains. Actuellement il est professeur titulaire de Projets Architectoniques et Urbains à l’université IUAV de Venise. Il a été professeur au département d’architecture des universités de Ferrare, Gênes, Turin, Reggio de Calabre, à l’Académie d'architecture de Mendrisio (université de la Suisse italienne), à l'université des arts de Berlin et à l'université de Syracuse de New York.

## Philosophie du projet
« Les architectures anciennes se présentent à nos yeux, de fait, comme le résultat de la somme d’un nombre infini d’interventions réalisées par des générations de commanditaires, d’habitants et d’architectes. Il s’agit d’architectures qui ont été issues de plusieurs auteurs, souvent inconnus. Cela a produit une grande valeur, une beauté rare qu’on a difficulté à cataloguer, étant souvent déterminée par le hasard ou bien par les circonstances. Notre but est de conserver et de rendre cette richesse, non seulement dans les termes de patrimoine documentaire mais aussi en ce qui concerne la combinaison esthétique. Au contraire les architectures nouvellement construites aspirent à une certaine continuité avec l’histoire: la philosophie de leur construction et la syntaxe de leur composition, plus que leur style, sont dominées par une aspiration de longue durée et par la disponibilité à permettre des transformations dans l’usage des œuvres pendant le cours du temps, sans qu’elles perdent leur identité. »

— Dans Davide Turrini, Il restauro secondo Massimo Carmassi, interview dans Costruire in laterizio, n° 127 janvier/février, p. 40-43.

## Principales réalisations
Projets d’architecture et projets urbains :
- Pise 1982-2002 : Cimetière de Saint Piero a Grado
- Pontedera (Pise) 1993-1998 :  Immeuble Cooper 2000
- Cascina (Pise) 1998 : Interféromètre Virgo, antenne interférométrique pour ondes gravitationnelles
- Rome 1998-99 : Palais des Congrès Italie-EUR. Concours international, parmi les sept projets sélectionnés
- Rome 2000 : Agrandissement de la Galerie Nationale d’Art Moderne de Rome. Concours international, parmi les huit projets sélectionnés
- Livourne 2001 : Rénovation urbaine du quartier Shangai
- Pise 1986-2002 : Reconstruction du complexe de Saint Michele in Borgo, résidences, magasins
- Fermo 2002 : Rénovation du côté nord de la vieille ville, remonte-pentes et bus terminus
- Trevi (Pérouse) 2002 : Complexe scolaire de place Garibaldi
- Arezzo 2002 : Agrandissement du Cimetière urbain
- Turin 2003 : Projet de rénovation urbaine du complexe commercial, tertiaire et résidentiel situé dans la zone dite Lingottino
- Rome 2004 : Rénovation urbaine du complexe du port fluvial
- Parme 2007:Complexe résidentiel et tertiaire pour huit cents étudiants dans le campus universitaire
- Arcore (Milan) 2007 : École maternelle

Projets de restauration :
- Pise 1979/98 : Réhabilitation de l’enceinte des murs médiévaux, des édifices et des terreins environnants
- Pise 1989 : Restauration du Théâtre municipal Giuseppe Verdi - Théâtre Verdi (Pise)
- Sienne 1992 : Hôpital de Sainte Maria de la Scala. Restauration et projet pour un complexe polyfonctionnel destiné à l’usage de musée. Concours, 2nd classé
- Lipsia, Allemagne 1995 : Reconstruction de la Markt Galerie, dans la vieille ville, pour résidences et bureaux. Concours, premier prix
- Senigaglia 1998 : Restauration du for annonaire pour la Bibliothèque municipale et l’Archive historique
- Gavorrano 2001 : Restauration de la minière de Ravi-Marchi
- Guastalla (Reggio d’Émilie) 2001 : Restauration du Palais Ducal des Gonzaga comme Musée et Bibliothèque municipale
- Ferrare 2002 : Pôle des musées d’art moderne et contemporain de Ferrare, projet
- Lucca 2002 : Restauration du Collège royale dans le Couvent de Saint Frediano comme musée d’art sacré
- Verone 2009 : Restauration du silo-ouest et de la boulangerie de la Caserne de Sainte Marta pour la Faculté d’Économie et commerce de l’Université
- Rome 2009 : Restauration de la Pelanda du vieux abattoir au Testaccio